# NGC 3378
NGC 3378 је спирална галаксија у сазвежђу Шмрк (Пумпа) која се налази на NGC листи објеката дубоког неба.
Деклинација објекта је - 40° 0' 56" а ректасцензија 10h 46m 43,3s. Привидна величина (магнитуда) објекта NGC 3378 износи 12,7 а фотографска магнитуда 13,5. NGC 3378 је још познат и под ознакама ESO 318-12, MCG -7-22-29, IRAS 10444-3945, PGC 32189.